# Forno elettrico a muffola

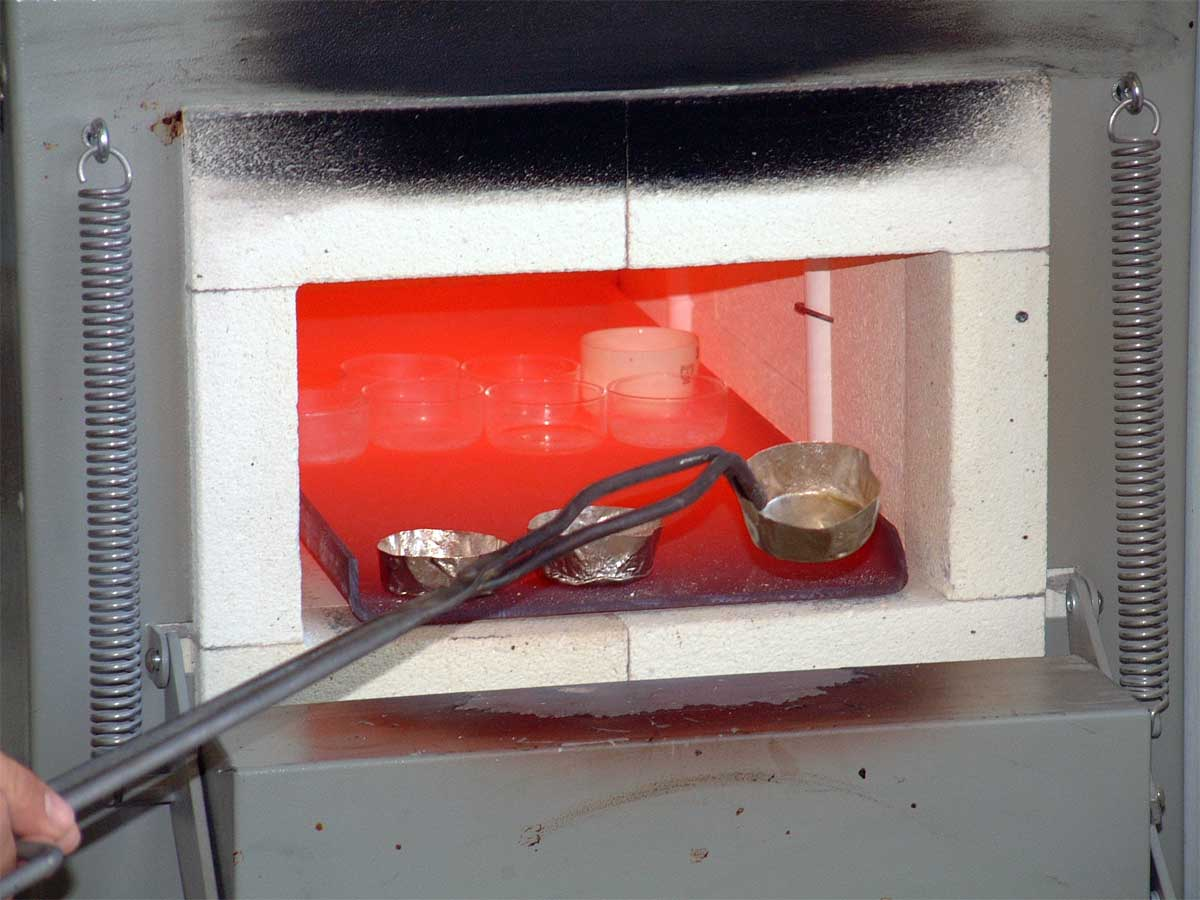
Una muffola in funzione.

Un forno elettrico a muffola, o semplicemente muffola, è un forno utilizzato in chimica analitica e metallurgia, generalmente per lo svolgimento di prove di laboratorio. È in grado di raggiungere temperature dai 1000 ai 1800 gradi Celsius, a seconda della potenza e dell'efficienza del materiale refrattario con cui è costruita. I campioni sono solitamente depositati al suo interno mediante pinze, e contenuti in crogioli di materiale ceramico.
Il termine mùffola trae origine dal francese moufle (guanto, manicotto) e si riferisce alla camera di materiale refrattario dove vengono posti i materiali da riscaldare per evitare il contatto con la sorgente di calore e i prodotti della combustione.
Oltre allo svolgimento di prove di laboratorio, sono molteplici le possibili applicazioni di un forno a muffola, per esempio: brasatura, sinterizzazione, coppellazione, nitrurazione e tempra.